# Екстаза
Екстаза или иступање (од грч. έκστασις екстасис - стајати ван, изаћи, бити изван, излажење човека из самог себе)је стање у којем доминира доживљај натприродног заноса, осећање бескрајне радости и блаженства, највиши степен усхићености у којем човек као да излази из себе самог, губи свест о свом личном Ја и стапа се са апсолутним.
Појам су користили неоплатонички филозофи да означе созерцање Бога, које доводи до заборава властите људске ситуације. Према Плотиновој филозофији екстаза се постиже удаљавањем од чулног и повлачењем у самога себе.У хришћанској традицији мистично иступљење означава највиши облик контемплације. У стање екстазе шамани, свештеници, мистици, пророци долазе било „Божјим откровењем” или извесним нарочитим поступцима (узимањем психоактивних супстанци, ритуалним плесом, молитвом, постом итд).